# Astragalus griffithii
Astragalus griffithii es una especie de planta del género Astragalus, de la familia de las leguminosas, orden Fabales.

## Distribución
Astragalus griffithii se distribuye por Afganistán.

## Taxonomía
Fue descrita científicamente por Benth. ex Bunge. Fue publicada en Mém. Acad. Imp. Sci. Saint Pétersbourg, Sér. 7, 15(1): 192 (1869).